# Czarownice z Oz
Czarownice z Oz - film w reżyserii Leigh Scotta, którego akcja została umiejscowiona w świecie Czarnoksiężnika z Krainy Oz.

## Obsada
- Paulie Rojas jako Dorotka Gale
- Mia Sara jako Księżniczka Langwidere
- Sean Astin jako Frack
- Jeffrey Combs jako Frank
- Lance Henriksen jako Henry Gale
- Sasha Jackson jako Ilsa
- Ethan Embry jako Frick
- Billy Boyd jako Nick Chopper
- Eliza Swenson jako Billie Westbrook
- Christopher Lloyd jako Czarnoksiężnik z Oz
- Noel Thurman jako Glinda
- Ari Zigaris jako Allen
- Barry Ratcliffe jako Bryan
- Marissa Smoker jako Mała Dorotka
- Al Snow jako Król Goblinów
- Leigh Scott jako Tik-Tok (głos)